# Alba Dora Nina Schreiber
Alba Dora Nina Schreiber (nacida el 10 de abril de 1918 en Lanús, Argentina) fue la primera astrónoma argentina.
Su madre fue Albina Ritzluft (n. 5/2/1894) y su padre fue Enrique Schreiber  (n. 9/6/1887).  

## Formación
Schreiber fue una de las 25 personas inscriptas en la primera cohorte de la Escuela Superior de Ciencias Astronómicas y Conexas, que fuera creada en 1935 en el Observatorio Astronómico de la Universidad Nacional de La Plata. Allí fue compañera de estudios del reconocido astrónomo Jorge Sahade.   En abril de 1942 presentó su tesis de graduación, titulada “Observaciones fotográficas de Ceres”. En este trabajo, estableció posiciones del planeta enano Ceres en 15 placas fotográficas registradas entre mayo y octubre de 1941 por el astrónomo argentino Bernhard Dawson. El director de tesis fue el ingeniero Virginio Manganiello. El objetivo del trabajo era avanzar en la solución del problema de corrección al sistema fundamental de declinaciones. En ese trabajo, Schreiber identificó las estrellas de referencia, midió y realizó cálculos de reducción de los datos obtenidos en las 72 imágenes de las 15 placas disponibles. 
El 27 de junio de 1942, a sus 24 años, se convirtió en la primera doctora en astronomía de Argentina, y segunda persona en graduarse en esa disciplina en la casa de estudios platense, luego de Carlos Ulrico Cesco.

## Reseña biográfica
Después de su graduación, Schreiber comenzó a trabajar en el Observatorio Astronómico de Córdoba, durante la gestión de Enrique Gaviola. Fue así la segunda astrónoma contratada por dicho Observatorio, luego de que la astrónoma estadounidense Anna Estelle Glancy dejara su cargo en 1918. En noviembre de 1941 ingresó a la institución. El 19 de octubre de 1942 ocupó la vacante dejada por José M. Granillo en el cargo de auxiliar. Se desempeñó allí hasta febrero de 1944, cuando presentó su renuncia, para trasladarse a la ciudad de San Juan, pues había contraído matrimonio en  junio de 1943 con Fernando Séptimo Volponi, ingeniero geógrafo de origen italiano, quien trabajaba en la Universidad Nacional de Cuyo en esa ciudad. 
En San Juan, Schreiber se desempeñó como profesora de nivel secundario. Fue designada en el Liceo Nacional de Señoritas y en el Colegio Nacional de San Juan, en febrero de 1957.